# ...più forte ragazzi!
...più forte ragazzi! è un film italiano del 1972 diretto da Giuseppe Colizzi, con la coppia Bud Spencer e Terence Hill.

## Trama
Salud e Plata sono due piloti d'aereo. Per aiutare un loro amico in difficoltà economiche, decidono di inscenare un incidente aereo per fargli intascare i soldi dell'assicurazione. Partono dunque con un aereo Consolidated PBY Catalina, con il proposito di comunicare alle autorità di volo la loro caduta in un punto imprecisato non lontano dall'aeroporto di destinazione; sfortunatamente il loro aereo precipita veramente nella giungla amazzonica. Rimasti illesi, Plata e Salud raggiungono a piedi una piccola comunità di cercatori d'oro gestita da un locale boss del commercio dei diamanti, Mr. Ears, per il quale lavorano tutti gli appartenenti alla comunità, dai cercatori ai piloti d'aereo che fanno la spola con i centri più vicini.
Trovandosi senza un soldo, Plata e Salud, anziché mettersi in affari con Mr. Ears, decidono di fargli concorrenza. Allo scopo si procurano un vecchissimo aeroplano Boeing PT-17 Stearman, che viene rimesso a posto dopo un lungo lavoro di restauro. Durante uno dei viaggi di Plata, Salud rimasto solo nella foresta, ritrova il Matto, un cercatore di pietre preziose conosciuto alla bettola della giungla, che millanta di aver trovato un fantomatico giacimento immenso di pietre preziose; durante una sera, il vecchio racconta che anni prima seppellì 3 uomini che si erano uccisi tra loro, e durante lo scavo scoprì il motivo che li aveva spinti ad uccidersi: un tesoro. Salud, mezzo addormentato, non bada più di tanto al racconto.
Il successo della nuova attività dei due piloti attira le ire degli uomini di Mr. Ears che, approfittando dell'assenza di Salud (partito con un altro aereo per trasportare un ferito grave in una notte tempestosa), tendono un agguato a Plata e fanno saltare in aria il loro aeroplano. Decisi a vendicarsi per il torto subito i due, armati di pistole, irrompono nel locale del campo dove si trovano Mr. Ears e la sua banda, sgominandola a suon di cazzotti e distruggendo, per una fatalità, la fatiscente costruzione. Per terminare l'opera, caricano il boss con i suoi uomini, tutti svenuti, su una canoa e la lasciano in balia della corrente.
Ricevuti a casa dal Matto per annunciargli che tornano alla civiltà, i due decidono di realizzare il sogno del loro anziano amico: tornare a Salvador, città nella quale aveva avuto i suoi trascorsi giovanili. Convinto da una storia inventata da Salud, il Matto accetta e si imbarca con loro, emozionandosi alla vista della città e meravigliandosi di quanto sia mutata nel corso dei decenni, mentre lui trascorreva la sua vita solitaria nella foresta. La forte emozione però, a pochi minuti dall'atterraggio, gli sarà fatale. Plata, appurata la morte dell'amico, si china e gli trova addosso un pezzo di smeraldo, rendendosi conto che la storia dell'immenso giacimento di preziosi, fantasticata dal defunto cercatore, era vera. Tuttavia la polizia locale scopre che i due possiedono questo giacimento e, a causa di un funzionario corrotto da Mr. Ears, impone loro di cedere metà giacimento; Plata e Salud rifiutano e vengono per questo incarcerati.
Rinchiusi in carcere, i due discutono su cosa sia meglio fare: Salud vorrebbe aver ragione legalmente, mentre Plata preferirebbe scappare. Ad avere la meglio, con un sonoro cazzotto in testa, è il primo; Plata allora opta per l'evasione silenziosa e fugge di prigione approfittando del sonno di Salud che, resosi conto della presa in giro, si cimenta in una rocambolesca fuga, con tanto di inseguimento delle guardie carcerarie, che lo porterà nel deserto. Qui viene raggiunto da Plata (che ha recuperato da Mr. Ears l'atto di proprietà del giacimento e pestato il funzionario corrotto) che lo provoca facendo passaggi radenti con l'aereo destinato alla fuga. Salud, armato di fucile, cede e dopo l'ennesimo passaggio a pochi metri da lui imbraccia l'arma e spara colpendo l'aereo che atterra. Accortosi della presenza di Plata a bordo dell'aeroplano, comincia a correre gridando il nome dell'amico, creduto ucciso, ma quando apre lo sportello del velivolo, Plata si rianima e gli scaraventa un colpo in volto, ricordandogli del trattamento che gli era stato riservato in carcere proprio da Salud. Ne nasce una lotta a suon di pugni e schiaffi dal tramonto all'alba che si conclude con la fuga dei due, certi che nessuno andrà a togliere loro il prezioso giacimento, ma anche consapevoli di non poterlo sfruttare e quindi di essere, allo stesso tempo, ancora poveri.

## Gli aerei nel film
Nel film compare una vasta gamma di aerei, elencati nella tabella seguente:
| Aereo                            | Scena |
| -------------------------------- | --- |
| Douglas DC-3                     | L'aereo della scena iniziale con il quale Plata e Salud atterrano per poi schiantarsi all'interno di un hangar. La sua matricola sarebbe LL-BYZ (LIMA LIMA BRAVO YANKEE ZULU). |
| Boeing 727                       | Compare in varie scene del film. Risulta essere di proprietà dell'Avianca. Atterra e rulla nei raccordi dell'aeroporto nella scena iniziale, nella scena in cui Salud e Augusto intravedono Mr. Ears all'aeroporto e dopo l'atterraggio a Salvador                                                     |
| Douglas C-54 Skymaster           | Compare nella scena iniziale. In fase di decollo, viene schivato dal DC-3 dei protagonisti. Risulta essere un esemplare della Fuerza Aérea Colombiana con numero di registro FAC643. Inoltre se ne vedono alcuni parcheggiati, sempre della FAC, in lontananza nella scena dell'atterraggio a Salvador |
| Douglas DC-8                     | Compare nella scena iniziale. Risulta essere di proprietà della Braniff International. Rulla e decolla prima dell'atterraggio dei protagonisti. |
| Cessna 310                       | Compare nella scena iniziale. Rulla nei raccordi dell'aeroporto. |
| Lockheed T-33 Shooting Star      | Compare nella scena iniziale. Situato nell'hangar, viene distrutto dall'impatto del C-47. |
| Consolidated PBY Catalina        | L'aereo che Plata e Salud utilizzano per inscenare l'incidente. Risulta essere un esemplare della Fuerza Aérea Colombiana. |
| De Havilland Canada DHC-2 Beaver | Viene pilotato da Salud ubriaco di notte, per trasportare un malato dalla foresta ad un centro abitato vicino. |
| Cessna 172                       | E l'aereo di Augusto, un pilota di Mr. Ears. Un secondo esemplare viene pilotato da Plata nella scena finale, per scappare dalla polizia con Salud. |
| Boeing Stearman                  | È un vecchio aereo che viene acquistato e ristrutturato da Plata e Salud, per fare concorrenza a Mr. Ears. Viene fatto esplodere dagli uomini di Mr. Ears. |
| Hawker Siddeley HS 748           | È l'aereo che pilotano Plata e Salud per tornare a Salvador con Matto. |
| Lockheed L.188 Electra           | Ne compaiono due (uno parcheggiato e uno che rulla) nella scena dell'atterraggio a Salvador. |

## Luoghi
Sebbene l'ambientazione del film sia in Brasile, in quanto durante il volo che li porterà a cadere nella giungla Salud nomina due città brasiliane, Macapá e Santarém (dove scorre il fiume Tapajòs, menzionato dal comandante di un aeroporto), e le basi con cui comunica si chiamano Maranhão e Itaituba, rispettivamente uno stato brasiliano che confina con il Pará (in cui si trova la città di Santarém) e una città anch'essa del Parà, e nel finale del film venga inoltre nominata la città di Salvador, il film è stato girato interamente in Colombia tra Bogotà, Cartagena de Indias, Riohacha e Santa Marta, oltre che all'interno della foresta amazzonica, precisamente in un'area lontanissima da qualsiasi altra città e frequentata solo dagli indigeni colombiani che, come raccontato da Terence Hill durante un'intervista, spiavano il set a distanza.

## Colonna sonora
La colonna sonora, come nella maggior parte dei film della coppia, è composta dagli Oliver Onions, i fratelli De Angelis vincitori del Nastro d'argento nel 1973 e pubblicata integralmente nell'LP dal titolo ...Più Forte Ragazzi ! (Colonna Sonora Originale). La sigla del film è il brano Flying through the air.

## Distribuzione cinematografica
- Italia: 22 dicembre 1972
- Paesi Bassi: 12 aprile 1973 (De vier vuisten de lucht in)
- Germania: 7 marzo 1973 (Zwei Himmelhunde auf dem Weg zur Hölle)
- Francia: 15 giugno 1973 (Maintenant, on l'appelle Plata)
- Stati Uniti: giugno 1973 (All the Way Boys)
- Danimarca: 6 luglio 1973 (Gi' den hele armen)
- Svezia: 20 agosto 1973 (Ös på grabbar)
- Spagna: 5 settembre 1973 (¡Más fuerte, muchachos!)
- Finlandia: 7 settembre 1973 (Siitä vaan, pojat!)
- Turchia: 29 novembre 1976 (Devlerin öfkesi)
- Ungheria: 6 novembre 1992 (Mindent bele, fiúk!)
- Cechia: 1º agosto 2006 (Dva machri mezi nebem a peklem) [versione in DVD]

## Home video
La versione originale del film dura 122 minuti, quella inserita all'interno DVD dura 90 minuti. Nell'aprile 2016 sono stati pubblicati il Blu-ray e il DVD del film a cura della CG Entertainment. Nonostante questi reintegrino alcune brevi scene rispetto alla precedente edizione della Medusa, non è ancora quella integrale, non più trasmessa neanche in televisione. Gli extra sono gli stessi con l'aggiunta di un cinegiornale della durata di un minuto e mezzo a cura della Cineteca Nazionale.

## Incassi
Il film è stato il quarto maggiore incasso nella stagione cinematografica italiana 1972-73 con 4648002000 L..

## Riconoscimenti
- 1973 - Nastro d'argento
  - Migliore colonna sonora (Oliver Onions)